# Gerard Riu
Gerard Riu Male (* 16. Oktober 1999 in Barcelona) ist ein spanischer Motorradrennfahrer. Er fährt seit 2014 in der FIM-CEV-Moto3-Junioren-Weltmeisterschaft.

## Statistik

### In der FIM-CEV-Moto3-Junioren-Weltmeisterschaft
(Stand: 9. Mai 2021)
| Saison | Team                     | Motorrad  | Rennen | Siege | Zweiter | Dritter | Poles | Schn. Runden | Punkte | Ergebnis |
| ------ | ------------------------ | --------- | ------ | ----- | ------- | ------- | ----- | ------------ | ------ | -------- |
| 2014   | DVRacing                 | KTM       | 1      | –     | –       | –       | –     | –            | 0      | 36.      |
| 2015   | Procercasa-42 Motorsport | KTM       | 6      | –     | –       | –       | –     | –            | 17     | 22.      |
| 2016   | Leopard Junior Stratos   | KTM       | 12     | –     | –       | –       | –     | –            | 34     | 16.      |
| 2017   | Mahindra Laglisse Team   | Mahindra  | 12     | –     | –       | –       | –     | –            | 16     | 23.      |
| 2018   | Laglisse Academy         | Husqvarna | 11     | –     | –       | –       | –     | –            | 30     | 19.      |
| 2019   | Baiko Racing Team        | KTM       | 12     | –     | –       | –       | –     | –            | 53     | 11.      |
| 2020   | AGR Team                 | KTM       | 11     | –     | –       | 1       | –     | –            | 73     | 8.       |
| 2021   | Team MT-Foundation77     | KTM       | 5      | –     | –       | –       | –     | –            | 17     | 15.      |
| Gesamt | Gesamt                   | Gesamt    | 70     | 0     | 0       | 1       | 0     | 0            | 240    |          |

### In der Motorrad-Weltmeisterschaft
(Stand: Großer Preis von Spanien 2022, 1. Mai 2022)
| Saison | Klasse | Team              | Motorrad | Rennen | Siege | Zweiter | Dritter | Poles | Schn. Runden | Punkte | Ergebnis |
| ------ | ------ | ----------------- | -------- | ------ | ----- | ------- | ------- | ----- | ------------ | ------ | -------- |
| 2019   | Moto3  | Baiko Racing Team | KTM      | 1      | –     | –       | –       | –     | –            | 0      | 41.      |
| 2022   | Moto3  | Boé SKX           | KTM      | 7      | –     | –       | –       | –     | –            | 0      | 37.      |
| Gesamt | Gesamt | Gesamt            | Gesamt   | 8      | 0     | 0       | 0       | 0     | 0            | 0      |          |